# Schafflund
Schafflund (danès Skovlund frisó septentrional Schaflün) és un municipi de l'estat alemany de Slesvig-Holstein i és la seu administrativa de l'amt Schafflund en el districte de Slesvig-Flensburg. Es troba a 16 kilòmetres de Flensburg.